# ジョン・バンダ
ジョン・バンダ (英：John Banda、1993年8月20日 - )はマラウイの首都、リロングウェ出身のサッカー選手。ポジションはMF。サッカーマラウイ代表にも選出されている。